# 67019 Hlohovec
67019 Hlohovec este o planetă minoră (asteroid) din centura de asteroizi. A fost descoperită pe 13 decembrie 1999 la Astronomické observatórium Modra⁠(d) de Leonard Kornoš⁠(d) și a fost numită după Hlohovec. 
Obiectul prezintă o orbită caracterizată de o semiaxă mare de 2,3972632418997 UAi, o excentricitate de 0,095247144189537, o înclinație de 5,4365435791177 ° în raport cu ecliptica.